# Leif Jönsson
Leif Åke Egon Jönsson, född 1 mars 1939 i Trelleborgs församling i Malmöhus län, är en svensk militär.

## Biografi
Jönsson avlade officersexamen vid Krigsflygskolan 1964 och utnämndes samma år till fänrik vid Svea flygkår, där han befordrades till löjtnant 1966. Därefter gick han Högre kursen på Flyglinjen vid Militärhögskolan och tjänstgjorde i Centralavdelningen i Flygstaben från 1970. Han befordrades till kapten 1972, till major 1975 och till överstelöjtnant 1979, varefter han tjänstgjorde vid Skaraborgs flygflottilj, var chef för Organisationsavdelningen i Sektion 3 i Flygstaben 1982–1986 och studerade vid Försvarshögskolan. År 1986 befordrades han till överste, varpå han var chef för Operationsledningen vid staben i Västra militärområdet 1986–1989, stabschef i Första flygeskadern 1989–1992 och chef för Västra värnpliktskontoret 1992–1999.